# Mézières-sur-Seine
Mézières-sur-Seine è un comune francese di 3 532 abitanti situato nel dipartimento degli Yvelines nella regione dell'Île-de-France.

## Società

### Evoluzione demografica
Abitanti censiti